# Carmentàlia

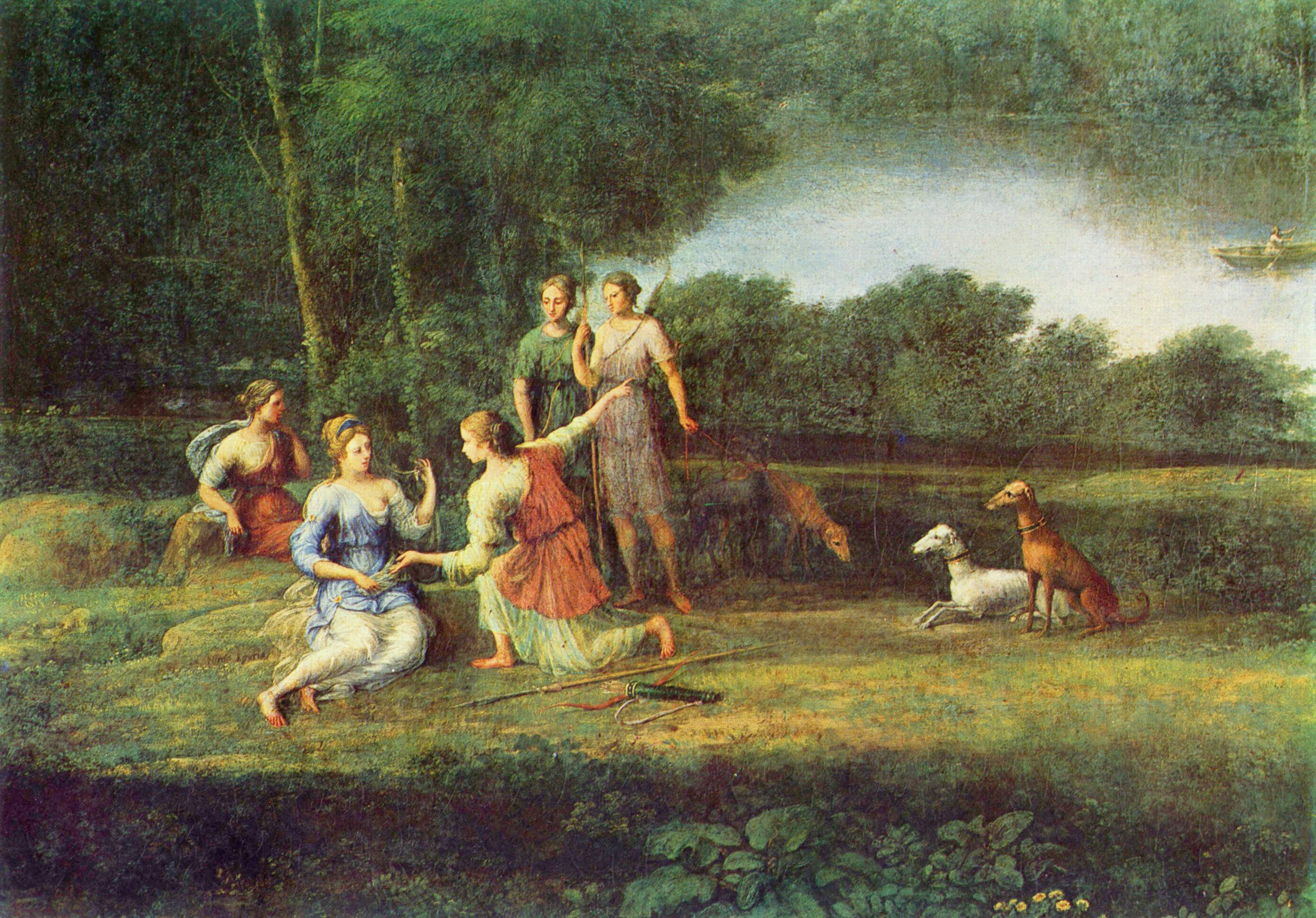
Pintura de Claude Lorrain representant a Carmenta, Egeria i Diana juntament amb el rei Numa després de mort.

Carmentàlia era el nom que rebien dos dies del calendari romà (l'11 de gener i el 15 de gener) dedicats al reconeixement de l'oracle de Carmenta o Carmentis, venerada principalment per les dones embarassades.

## Origen
Segons narra Plutarc, antigament hi havia una cova en un vessant del turó Capitolí des de la qual una fetillera anomenada Carmenta predeia el futur. Després de la seva mort se la va deïficar, considerant-la una nimfa, i el lloc es va convertir en un santuari (sacellum). El rei Titus Taci va ordenar que es dediquessin dos dies a la seva memòria. Una porta de la muralla propera al santuari portava el seu nom Porta Carmentalis.

## Rituals
El fet de l'existència d'un sacerdot específic per aquest culte, el flamen Carmentalis, és indicador de l'antiguitat d'aquesta celebració.
Carmenta era invocada especialment per les dones embarassades amb els epítets de Postvorta i Antevorta, per la seva capacitat de veure el passat i el futur. Plutarc dona diverses explicacions per la veneració que Carmenta despertava en les dones. Una d'elles és que era una moira i com totes elles podia controlar el destí dels humans, però ella a més, tenia poders sobre la procreació, per tant era invocada per les dones que desitjaven un destí favorable per al fill que portaven a dins. Una altra explicació és que Carmenta era un segon nom de Nicostrata, la mare del mític Evandre, la qual va rebre aquest sobrenom per expressar les seves profecies en versos, ja que en llatí les composicions poètiques amb intenció es diuen carmina. Plutarc, però, havia sentit una altra explicació que li semblava la més plausible: Carmenta voldria dir «privada de seny» perquè quan feia les prediccions perdia la pròpia voluntat i raonament permetent que els déus posseïssin el seu cos i parlessin a través d'ella. Segons aquesta explicació el seu nom derivaria del verb carere «estar mancat de » i del terme mentem «enteniment,seny».

## La divisió en dos dies
El poeta Ovidi també va escriure sobre la institució d'aquesta festivitat i explica que la celebració era en dues dates del calendari simbolitzant les dues rodes dels carros (l'etimologia popular va relacionar Carmentàlia amb carpenta, un carro de dues rodes). També diu que les dones dels senadors van ser les qui van demanar la dualitat: un dia per demanar tenir una filla i un altre per demanar tenir un fill. Altres han comentat que els dos dies eren per si el fetus estava col·locat dins el ventre de la mare amb el cap per davant o amb els peus.
El cert és que no se sap exactament per què aquesta celebració estava repartida en dos dies amb un interval de tres dies. Fos quin fos el motiu que va causar aquesta anomalia, en temps de l'emperador August el sentit ja s'havia perdut per als propis romans. Howard Hayes Scullard ha especulat proposant que en un principi es devia tractar de dues celebracions separades originades per dues comunitats diferents, que després es van fusionar. Probablement la data de l'11 de gener era la commemoració de la mort de la mare d'Evandre, que segons Dionís d'Halicarnàs va ser enterrada fora de la muralla al costat d'una porta que duia el seu nom. La data del 15 de gener sembla que va sorgir a partir del calendari anomenat Fasti Praenesti i podria ser importada d'aquella ciutat. Però segons Ovidi el dia 15 estaria amb relació a la commemoració de la construcció d'un segon santuari a petició de les matrones romanes. Sembla que el senat va fer una ordre (senatconsult) que prohibia la circulació per la ciutat de vehicles amb més de dues rodes, però les dones van protestar argumentant que amb menys de quatre rodes un vehicle era inestable i podia causar l'avortament d'una dona embarassada. Finalment els van donar la raó retirant la prohibició. El cònsol Marc Furi Camil commogut perquè havia perdut un fill, va fet la promesa, posant a Apol·lo com a testimoni, de construir un segon santuari.
La situació de la Carmentàlia en el mes de gener s'ha relacionat amb el fet que la majoria dels matrimonis lliures es fessin a finals d'abril o començaments de juny i això feia que el mes de gener fos un dels que més mares primerenques donaven a llum.